# Flugten fra Jante
Flugten fra Jante er en dramafilm fra 1999 baseret på Aksel Sandemose romaner om Espen Arnakke som rejser til Newfoundland, specielt En sjømann går i land fra 1931 og En flygtning krydser sit spor fra 1933.

## Medvirkende
- Nikolaj Coster-Waldau som Espen Arnakke
- Stuart Graham som John Wakefield
- Anneke von der Lippe som Jenny
- Graham Greene som Burly
- Bjørn Floberg som Johan Hoeg
- Hywel Bennett som kaptajnen
- Margot Finley som Eva
- Stephanie Leon som Agnes